# 迪爾克里克鎮區 (印地安納州卡洛爾縣)
迪爾克里克鎮區（英語：Deer Creek Township）是位於美國印地安納州卡洛爾縣的一個行政鎮區。

## 地方資料
根據2010年美國人口普查的數據，迪爾克里克鎮區的面積為113.80平方千米，當中陸地面積為113.20平方千米，而水域面積為0.60平方千米。當地共有人口4571人，而人口密度為每平方千米40.17人。